# Nanger
Nanger és un gènere d'antílop. Les espècies d'aquest gènere sovint són denominades gaseles. Originalment, Nanger era considerat un subgènere del gènere Gazella, però més tard fou elevat a la categoria de gènere. Conté tres espècies:
- Gènere Nanger
  - Gasela dama, N. dama
  - Gasela de Grant, N. granti
  - Gasela de Soemmerring, N. soemmerringii